# Josef Novotný (poslanec Českého zemského sněmu)
Josef Novotný (20. října 1854 Hlubyně – 20. století) byl rakouský politik české národnosti z Čech, poslanec Českého zemského sněmu.

## Biografie
Působil jako rolník v Hlubyni, okresní tajemník a v letech 1899–1901 se připomíná i jako okresní starosta v Březnici. V roce 1899 byl kandidátem zemědělského sdružení. Podle jiného zdroje nastoupil na post okresního starosty mnohem dříve. V roce 1908 mu byl udělen Řád Františka Josefa. V té době zastával úřad okresního starosty již po 25 let. V prosinci 1882 byl odsouzen za to, že jako starosta obce Hlubyně nařídil bez soudního příkazu domovní prohlídku u několika osob, čímž porušil právo ochrany domovní svobody. Už tehdy je uváděn i jako okresní starosta. Bylo mu 28 let. Byl katolického vyznání.
Zapojil se i do vysoké politiky. V zemských volbách roku 1908 byl zvolen na Český zemský sněm, kde zastupoval kurii venkovských obcí, obvod Březnice, Blatná, Mirovice. Uváděl se jako kandidát agrární strany.
Koncem 20. let 20. století se jistý Josef Novotný, zemědělec z Hlubyně, uvádí jako kandidát Československé národní demokracie do zemských voleb 1928.